# Coryogalops sordida
Coryogalops sordida är en fiskart som först beskrevs av James Leonard Brierley Smith, 1959.  Coryogalops sordida ingår i släktet Coryogalops och familjen smörbultsfiskar. Inga underarter finns listade i Catalogue of Life.